# Ladislav Kozák (sochař)
Ladislav Kozák (31. srpna 1934 Hnanice – 22. července 2007 Praha) byl český akademický sochař a medailér. Je známý svým návrhem mince 10 Kč vzor 1993, 1995 i 2000. Navrhl také bimetalovou minci nominální hodnoty 50 Kč (vzor 1993), která patří k jeho nejlepším dílům, neboť byla vyhodnocena jako nejlepší oběžná mince světa za rok 1993.

## Život
Vystudoval Střední uměleckoprůmyslovou školu šperkařskou v Turnově, kam přestoupil z reálného gymnázia, a následně Vysokou školu uměleckoprůmyslovou v Praze (působil v ateliéru prof. Karla Štipla). Po studiu se věnoval užitému umění (návrhy pro lisované, pískované a řezané sklo, návrhář v Ústavu bytové a oděvní kultury v Praze atd.). V 60. letech jej ale přitáhlo medailérství. V roce 1969 vystavil trojici medailí s názvem Tragédie, které zpodobňovaly pomocí padajícího mužského těla politické a společenské změny, které se odehrály roku 1968.
Kromě českých oběžných mincí v hodnotě 10 Kč a 50 Kč navrhl Ladislav Kozák také pamětní minci o hodnotě 200 Kč Ochrana a tvorba životního prostředí, která se roku 1994 stala vůbec první mincí vyraženou v nové mincovně v Jablonci nad Nisou.

## Dílo v numismatické oblasti

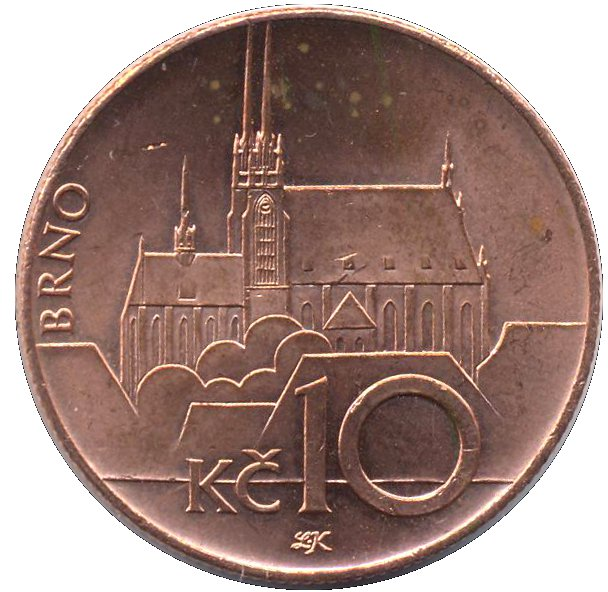
Mince nominální hodnoty 10 Kč vzor 1995 od Ladislava Kozáka

### Oběžné mince
- 10 Kč, vzor 1993 a 1995 (brněnský Petrov, rozdíl v odlišně umístěné signatuře)
- 50 Kč, vzor 1993 (Praha, bimetalová mince)
- 10 Kč, vzor 2000 (část hodinového stroje)

### Pamětní mince (stříbrné)
- 100 Kčs Československá spartakiáda 1980, 1980
- 100 Kčs Stopadesáté výročí zahájení provozu koněspřežné železnice České Budějovice – Linec, 1982
- 100 Kčs Sté výročí úmrtí Karla Marxe, 1983
- 50 Kčs Městská památková rezervace Praha, 1986
- 50 Kčs Městská památková rezervace Český Krumlov, 1986
- 50 Kčs Stopadesáté výročí zahájení plavby prvního českého parníku Bohemia, 1991
- 500 Kčs Sté výročí založení prvního tenisového klubu na území dnešní České a Slovenské Federativní republiky, 1993
- 200 Kč Ochrana a tvorba životního prostředí, 1994
- 200 Kč 200. výročí České mše vánoční Jakuba Jana Ryby, 1996
- 200 Kč 100. výročí výroby prvního osobního automobilu ve střední Evropě „President“, 1997
- 200 Kč 1000. výročí úmrtí sv. Vojtěcha, 1997
- 200 Kč 150. výročí narození Františka Kmocha, 1998
- 200 Kč 100. výročí narození Vítězslava Nezvala, 2000
- 200 Kč 100. výročí narození Jaroslava Seiferta, 2001
- 200 Kč 100. výročí úmrtí Emila Holuba, 2002
- 200 Kč 150. výročí narození Josefa Thomayera, 2003 (pouze líc)
- 200 Kč 100. výročí první elektrifikované trati z Tábora do Bechyně, 2003
- 200 Kč 100. výročí ustavení Svazu lyžařů v Čechách, 2003

### Výstavy
- 1986 Ladislav Kozák: Medaile, mince, plakety, Muzeum východních Čech v Hradci Králové
- 2009/2010 Ladislav Kozák: Mince, medaile, plastiky, Muzeum skla a bižuterie v Jablonci nad Nisou